# Montreuil-sur-Epte
Montreuil-sur-Epte je francouzská obec v departementu Val-d'Oise v regionu Île-de-France, asi 50 km severozápadně od Paříže. V roce 2011 zde žilo 442 obyvatel.

## Pamětihodnosti
- Gotický kostel Saint-Denis ze 13.-16. století
- Barokní most z roku 1746
- Zámek z 19. století na místě staršího hradu

V obci se zachovalo několik kamenných veřejných prádelen na potoce.

## Sousední obce
Ambleville, Berthenonville (Eure), Bray-et-Lû, Buhy, Dampsmesnil (Eure), La Chapelle-en-Vexin, Saint-Clair-sur-Epte

## Vývoj počtu obyvatel
Počet obyvatel 